# Pedro Pablo de Ribera
Pedro Pablo (de) Ribera, italianizado como Pietro Paolo di Ribera (Valencia, ¿1550? - Venecia, 1609), canónigo regular lateranense español de fines del siglo XVI y primer decenio del XVII, historiador y biógrafo que escribió en italiano.

## Biografía
Fue valenciano, a juicio de Nicolás Antonio, y de muy alto nacimiento, aunque oculto, según refleja este mismo autor. En su juventud pasó a Italia y abrazó la religión como canónigo regular de la Orden de San Salvador Lateranense. Sirvió en ella varios empleos y, habiendo ido a parar a Venecia, se dedicó a escribir en italiano y murió en esa ciudad en 1609. Tradujo al italiano una Cronica historial en latín sobre las islas Tremitanas, (también llamadas Tremiti o Diomedeas) en el Adriático, junto a la Apulia, que son señorío de la Orden a la que pertenecía y que había compuesto un canónigo también de la Orden Lateranense, Benedetto Cocarella, fallecido en 1540. Su obra más importante es una compilación de más de ochocientas biografías de mujeres famosas, Le Glorie inmortali de Trionfi ed eroiche impresse d'ottocento quaranta cinque Donne illustri, antiche è moderne, cioè in sacra Scrittura, Teologia, Profetia, Filosofia, Retorica, Gramatica, Medicina, Astrologia, Leggi civili, Pittura, Musica, Armi, ed in altre virtù principali. Tra le quali vi sono molte versate in Santità, Virginità, Penitenza, Digiuni, Vigilie, Orationi, Meditationi, Martirio, Costanza, Pietà, Carità, Lealtà, Castimonia e Magnanimità..., (Venecia, 1609).
Esta compilación biográfica, la más ambiciosa en su género hasta entonces, utiliza entre otras fuentes (el De mulierum virtutibus de Plutarco; el De mulieribus claris de Boccaccio...) la Varia historia de sanctas e illustres mugeres de Joan o Juan Pérez de Moya (Madrid: Francisco Sánchez, 1583). Incluye mujeres destacadas por talentos, calidades y habilidades en distintos campos (escritura, poesía, buen gobierno y administración, música, medicina, artes, erudición, nobleza de mente...). Incluye no solo vidas de personajes bíblicos femeninos (Sara, Rebeca, Betsabé, Susana, Ester), mártires y santas, sino a mujeres de la tradición clásica grecolatina que constituyeron modelos de casto y fidelísimo amor, y mujeres de la época medieval y moderna que podrían servir de modelo a la destinataria de esta obra. Por ejemplo, contiene una larga biografía de la pintora Sofonisba Anguissola y otra más corta de la también pintora Lavinia Fontana, entre otras. Está compuesta según la nueva sensibilidad derivada del concilio de Trento. Hay edición moderna de Clarissa Maria Leone (2022)

## Obras
- Del modo de conseguire il giubileo, ed altre indulgenze. Venecia, Nicolás Misserino, 1601.
- Traducción desde el latín de Benedetto Cocarella, Cronica istoriale di Tremiti, composta in latino da don Benedetto Cocarella vercellese, della Congregatione de' Canonici Regolari Lateranensi. Data poscia lunghi anni, alla stampa nuouamente, dal reueren. P. don Alberto Vintiano, nostro canonico. Hora volgarizata; a commun beneficio, da don Pietro Paolo di Ribera valentiano, ... Cosa curiosa, e segnalata, non piu in volgare idioma, posta in luce. Colle tauole copiose de' capitoli e cose notabili... Vinetia, 1606.
- Il vero ritratto della devotissima et antichissima imagine di S. Maria dell'Isole e fortezza di Tremiti  [S.l.], 1606.
- Le Glorie inmortali de Trionfi èd eroiche impresse d'ottocento quaranta cinque Donne illustri, antiche è moderne, Cioè in sacra Scrittura, Teologia, Profetia, Filosofia, Retorica, Gramatica, Medicina, Astrologia, Leggi civili, Pittura, Musica, Armi, ed in altre virtù principali, tra le quali vi lono molte versate in Santità, Virginità, Penitenza, Digiuni, Vigilie, Orationi, Meditationi, Martirio, Costanza, Pietà, Carità, Lealtà, Castimonia e Magnanimità... [Venecia]: [Evangelista Deuchino], 1609, en cuarto.
- Successo de' canonici regolari lateranensi nelle loro isole tremitane; dette anticamente Diomedee, con l'armata del gran turco Sultan Solimano, del 1567... Composto da don Pietro Paolo di Ribera valentiano... Con due tauole: vna de' capitoli, e l'altra delle cose notabili. In fine del libro s'è accresciuta vna douuta aggionta. Vinetia: Giouanni Battista Colosino, 1606.